# Igor Vrablic
Igor Vrablic (Bratislava, Checoslovaquia, 19 de julio de 1965) es un exfutbolista eslovaco nacionalizado canadiense. Jugó como delantero. 

## Selección nacional
Ha sido internacional con la Selección de fútbol de Canadá, disputó 35 partidos internacionales y marcó 12 goles, y participó en la Copa Mundial de Fútbol de 1986, anotando el gol de la victoria de local frente a Honduras (2-1) dándole la clasificación al mundial, siendo la primera participación de su país. También la Selección de Canadá tuvo un papel en el Mundial de Catar 2022.
En el mundial mexicano jugó dos de los tres partidos de la fase de grupos. También disputó por el seleccionado canadiense el torneo de futbol de los Juegos Olímpicos de Los Ángeles de 1984. 
Vrablic, junto a otros tres futbolistas de la selección, estuvieron involucrados en una serie de arreglo de partidos en la Copa Merlion en Singapur, esto ocurrió meses después del Mundial de 1986. Finalmente fueron suspendidos.

### Participaciones en Juegos Olímpicos
| Torneo                   | Sede        | Resultado        |
| ------------------------ | ----------- | ---------------- |
| Juegos Olímpicos de 1984 | Los Ángeles | Cuartos de final |

### Participaciones en Copas del Mundo
| Mundial                        | Sede   | Resultado    |
| ------------------------------ | ------ | ------------ |
| Copa Mundial de Fútbol de 1986 | México | Primera fase |

## Clubes
| Club                            | País           | Año         |
| ------------------------------- | -------------- | ----------- |
| Golden Bay Earthquakes (Indoor) | Estados Unidos | 1983 - 1984 |
| Golden Bay Earthquakes          | Estados Unidos | 1984        |
| RFC Sérésien                    | Bélgica        | 1985 - 1986 |
| Olympiacos                      | Grecia         | 1986 - 1987 |